# Antoine Zacharias
Pour les articles homonymes, voir Zacharias.
Antoine Zacharias (né le 6 juin 1939, Sarreguemines en Moselle) est ingénieur de formation, ancien PDG du groupe Vinci. Il a été pendant plusieurs années le dirigeant d'entreprise française le mieux rémunéré.

## Biographie

### Formation et ascension
Fils d'architecte, il est formé à l'ENSEEIHT (École nationale supérieure d'électrotechnique, d'électronique, d'informatique, d'hydraulique et des télécommunications) de Toulouse, au sein du département Hydraulique et Mécanique des fluides. Après avoir travaillé dans une petite entreprise de BTP de Forbach, il entre en 1971 à la Compagnie générale des eaux (CGE). En 1974, il est nommé à la direction régionale Rhône-Alpes en remplacement de Paul Lafarie, négociant en particulier la privatisation de la distribution de l'eau de Lyon et de la COURLY.

### Dirigeant du groupe Vinci
Fort de ce succès, il est nommé en 1991 directeur général de la Société générale d'entreprises (SGE), filiale BTP de la CGE, par Guy Dejouany. En 1997, Jean-Marie Messier le place à la tête de l'entreprise. Décrit comme dur et déterminé, il redresse l'entreprise en l'orientant de la construction vers les concessions. En 2000, la SGE voit son actionnaire principal Vivendi se désengager, et Zacharias négocie l'acquisition des Grands travaux de Marseille (GTM), sur les conseils d'Alain Minc. Devenu numéro un  mondial de la construction et des concessions, le groupe est renommé groupe Vinci, marquant l'évolution des activités de l'entreprise, son internationalisation. Antoine Zacharias poursuit l'expansion de l'entreprise, en le renforçant dans le secteur de l'énergie (Lundgren, Spark) et des concessions (Cofiroute, Vinci Park, ASF). Le cours de l'action est multiplié par 6 entre 2001 et 2007. Au titre de ces résultats, en 2010, l'Harvard Business Review le classe 32e PDG le plus performant au monde. C'est le premier Français de ce classement.
Son salaire et les stock-options que lui octroient  les assemblées générales d'actionnaires de Vinci en font rapidement le patron le mieux payé du CAC 40, avec une rémunération estimée à 250 millions d'euros en 6 ans.

### Départ de Vinci
Après avoir laissé la direction générale à Xavier Huillard en janvier 2006, Antoine Zacharias est contraint d'abandonner son poste de président de Vinci en juin 2006, à la suite d'une polémique orchestrée par Matthias Leridon (président de Tilder), son ancien conseil en communication, sur la prime qu'il réclamait après l'acquisition du groupe Autoroutes du sud de la France par Vinci et son échec de faire remplacer son dauphin. Il quitte le groupe Vinci avec un parachute doré de 13 millions d'euros et bénéficie d'une retraite garantie de la moitié de son dernier salaire, soit 2,5 millions d'euros par an, des jetons de présence et des plus-values sur 12 millions d'actions.

### Batailles judiciaires
À la tête d'un patrimoine de 250 millions d'euros, il exile fiscalement son patrimoine à Genève en Suisse le 25 juin 2006 ; toutefois le Conseil d’État a estimé que les plus-values réalisées sur ses stock-options datant d'avant la date de transformation de ses options en actions demeurent imposables en France, et lui a infligé un redressement partiel. 
Avec l'aide de son avocat Olivier Schnerb, il a mené un long combat sur le terrain judiciaire pour démontrer qu'il a été forcé de démissionner et de renoncer à ses stock-options. Le 15 février 2007, Antoine Zacharias porte plainte en justice contre Vinci pour lui réclamer une indemnisation de 81 millions d'euros. Cette demande record est réitérée en mars 2008 devant le tribunal de commerce de Nanterre au motif qu'il a été privé d’une partie de ses stock-options. Le 30 mai 2008, en première instance, le tribunal le déboute de l'ensemble de ses demandes d'indemnisation. Le 17 juin 2008, Antoine Zacharias fait connaître son souhait de faire appel du jugement de première instance. Mais le 9 avril 2009, dans le cadre d'une enquête préliminaire, la brigade financière auditionne Antoine Zacharias sur les « conditions financières de sa rémunération et de son départ », ainsi que pour « abus de biens sociaux » et « abus de pouvoir », notamment pour avoir fait licencier les trois administrateurs pilotant le comité de rémunération de Vinci au motif qu'ils refusaient d'augmenter sa rémunération au-delà du plafond de 2,9 millions d'euros. Le 16 novembre 2009, Antoine Zacharias a été cité à comparaître par le parquet de Nanterre pour « abus de biens sociaux » en 2004, 2005 et 2006.
Durant le procès, l'accusation a requis deux ans de prison avec sursis et 375 000 euros d'amende contre Antoine Zacharias. Il est relaxé le 26 mars 2010 et le parquet fait appel. Le 19 mai 2011, Antoine Zacharias est condamné, au pénal pour « abus de pouvoir », à l'amende maximale (375 000 euros) par la cour d'appel de Versailles et il s’est aussitôt pourvu en cassation. Le 16 mai 2012 son pourvoi en cassation est rejeté par la Cour de cassation, validant la condamnation définitive.